# Darrin Shannon
Darrin Shannon, född 8 december 1969 i Barrie, Ontario, är en kanadensisk före detta professionell ishockeyspelare.